# Комитан-де-Домингес (муниципалитет)
Комита́н-де-Доми́нгес (исп. Comitán de Domínguez) — муниципалитет в Мексике, штат Чьяпас, с административным центром в одноимённом городе. Численность населения, по данным переписи 2020 года, составила 166 178 человек.

## Общие сведения
Название муниципалитета составное: Comitán с языка науатль можно перевести как место гончаров, а Domínguez — дано в честь доктора Белисарио Домингеса.
Площадь муниципалитета равна 977,8 км², что составляет 1,3 % от площади штата, а наиболее высоко расположенное поселение Буэнависта-Вильяфлорес, находится на высоте 2349 метров.
Он граничит с другими муниципалитетами Чьяпаса: на севере с Чаналем, на востоке с Лас-Маргаритасом и Ла-Индепенденсией, на юго-востоке с Ла-Тринитарией, на юго-западе с Цимолем, на западе с Сокольтенанго, Лас-Росасом и Аматенанго-дель-Валье.

## Учреждение и состав
Муниципалитет был образован в 1915 году, по данным 2020 года в его состав входит 331 населённый пункт, самые крупные из которых:
| Код INEGI                  | Населённый пункт                                                                                         | Численность населения (2005 год) | Численность населения (2010 год) | Численность населения (2020 год) |
| -------------------------- | --- | -------------------------------- | -------------------------------- | -------------------------------- |
| 019                        | Всего | 121263                           | 141013                           | 166178                           |
| 0001                       | Комитан-де-Домингес (исп. Comitán de Domínguez) 16°15′09″ с. ш. 92°08′09″ з. д. (административный центр) | 83571                            | 97537                            | 113479                           |
| 0158                       | Вильяэрмоса-Ялума (исп. Villahermosa Yalumá) 16°20′02″ с. ш. 92°04′41″ з. д.                             | 2153                             | 2368                             | 2741                             |
| 0122                       | Сан-Хосе-Йокнахаб (исп. San José Yocnajab) 16°15′14″ с. ш. 92°05′15″ з. д.                               | 1586                             | 1809                             | 2455                             |
| 0053                       | Франсиско-Сарабия (исп. Francisco Sarabia) 16°09′32″ с. ш. 92°06′16″ з. д.                               | 1487                             | 1673                             | 2075                             |
| 0021                       | Кас (исп. Cash) 16°15′52″ с. ш. 92°05′49″ з. д.                                                          | 1139                             | 1429                             | 2048                             |
| 0052                       | Ла-Флореста (исп. La Floresta) 16°30′32″ с. ш. 92°18′42″ з. д.                                           | 1516                             | 1743                             | 1941                             |
| 0093                       | Лос-Риегос (исп. Los Riegos) 16°19′03″ с. ш. 92°07′19″ з. д.                                             | 1596                             | 1740                             | 1916                             |
| 0143                       | Сеньор-дель-Посо (исп. Señor del Pozo) 16°17′56″ с. ш. 92°06′33″ з. д.                                   | 1448                             | 1353                             | 1581                             |
| 0029                       | Чакальхоком (исп. Chacaljocom) 16°17′57″ с. ш. 92°10′59″ з. д.                                           | 968                              | 1056                             | 1469                             |
| 0045                       | Эфраин-Гутьеррес (исп. Efraín A. Gutiérrez) 16°20′38″ с. ш. 92°11′54″ з. д.                              | 1077                             | 1153                             | 1337                             |
| —                          | Прочие                                                                                                   | 24722                            | 29152                            | 35136                            |
| Названия на карте Генштаба | |                                  |                                  |                                  |

## Экономическая деятельность
По статистическим данным 2000 года, работоспособное население занято по секторам экономики в следующих пропорциях:
- сельское хозяйство и скотоводство — 18,3 % ;
- промышленность и строительство — 23,7 %;
- торговля, сферы услуг и туризма — 56,5 %;
- безработные — 1,5 %.

### Сельское хозяйство
Основные выращиваемые культуры: кукуруза, бобы, а также фрукты.

### Животноводство
В муниципалитете разводится крупный рогатый скот, свиньи, овцы, козы и домашняя птица.

### Промышленность
Существуют предприятия по изготовлению металлоконструкций, переработке древесины, изделий из кожи.

### Торговля
Множество разнообразных магазинов, считающихся самыми многочисленными в регионе.

### Услуги
Предоставляются услуги гостиниц, ресторанов, торговых центров и всех видов малого бизнеса.

## Инфраструктура
По статистическим данным 2020 года, инфраструктура развита следующим образом:
- электрификация: 99,4 %;
- водоснабжение: 56,9 %;
- водоотведение: 95,7 %.

## Туризм
Муниципалитет располагает 23 гостиницами, способными разместить в 464 номерах.
Основные достопримечательностями, привлекающие туристов:
- Исторический центр города, с сооружениями колониального периода и участком улицы с деревянными колоннами, способствуютщими неспешным прогулкам посетителей.
- Курорт Унинахаб, расположенный в 12 км от муниципального центра. Здесь существует сернистый источник, озеро Койла, небольшое, но достаточно глубокое, а вытекающие из него ручейки образуют небольшие пруды, подогреваемые сернистыми источниками.